# San Patricio, San Luis Potosí
San Patricio är en ort i Mexiko.   Den ligger i kommunen Rayón och delstaten San Luis Potosí, i den centrala delen av landet, 280 km norr om huvudstaden Mexico City. San Patricio ligger 1 163 meter över havet och antalet invånare är 113.
Terrängen runt San Patricio är kuperad åt nordost, men åt sydväst är den platt. Terrängen runt San Patricio sluttar söderut. Runt San Patricio är det glesbefolkat, med 17 invånare per kvadratkilometer. Närmaste större samhälle är Cardenas, 6,5 km norr om San Patricio. I omgivningarna runt San Patricio växer huvudsakligen savannskog.